# Jianlong Group
Jianlong Group is een grote Chinese groep van voornamelijk staalbedrijven maar die ook actief zijn in de grondstoffensector, scheepsbouw en elektromechanica. In 2020 was het de op zeven na grootste staalproducent in de wereld en de op vier na grootste in China met een ruwstaalproductie van ruim 36 miljoen ton. In tegenstelling tot de meeste andere grote Chinese staalproducenten is Jianlong Group geen staatsbedrijf.

## Activiteiten
De groep bestaat uit staalfabrieken en producenten van halffabrikaten en eindproducten voor onder meer de auto-industrie en de bouw:
| Bedrijf                                                    | Plaats       | Werknemers | Activiteit (capaciteit/jaar)                                                                |
| ---------------------------------------------------------- | ------------ | ---------- | ------------------------------------------------------------------------------------------- |
| Tangshan Jianlong Special Steel                            | Zunhua       | 2800       | diepgetrokken plaatstaal, legeringen                                                        |
| Chengde Jianlong Special Steel                             | Chengde      | 3350       | staalplaat, vanadiumproducten                                                               |
| Jilin Henglian Precision Casting Technology                | Panshi       | 3450       | ruwstaal (1,1 mln. t), (gegalvaniseerd) plaatstaal, buizen                                  |
| Jilin Jianlong Iron & Steel                                | Jilin        | 4150       | ruwstaal (3 mln. t), (gegalvaniseerd) plaatstaal, platen                                    |
| Heilongjiang Jianlong Iron & Steel                         | Shuangyashan | 5250       | cokes (1,6 mln. t), ruwstaal (2 mln. t), staven, buizen, vanadium (7000 t)                  |
| Fushun New Iron & Steel (70%)                              | Fushun       |            | ruwstaal (3,3 mln. t), staven, profielstaal, hout (3,4 mln. t)                              |
| Shanxi Jianlong Industrial                                 | Yuncheng     | 6700       | ruwstaal (6 mln. t), plaatstaal, profielstaal                                               |
| Jianlong Beiman Special Steel                              | Qiqihar      |            | draadstaal, staven                                                                          |
| Jianlong Acheng Iron & Steel                               | Harbin       | 2200       | ruwstaal, plaatstaal (1,4 mln. t)                                                           |
| Jianlong Xilin Iron & Steel                                | Yichun       | 5000       | ruwstaal (4,2 mln. t), betonwapening, staven                                                |
| Inner Mongolia Jianlong Baotou Steel Wanteng Special Steel | Wuhai        | 2900       | ruwstaal, draadstaal, staven                                                                |
| Ningxia Jianlong Longxiang Iron & Steel                    | Shizuishan   | 2500       | ruwstaal, betonwapening                                                                     |
| Malaysia East Steel Group                                  | Kemaman      | 1500       | ruwstaal                                                                                    |
| Beijing Huaxia Jianlong Mining Technology                  | Peking       |            | mijnbouw; ijzer (5,5 mln. t), fosfor (800.000 t), zwavel (170.000 t), zwavelzuur (85.000 t) |
| Yangfan Group                                              | Zhoushan     | 1000       | scheepsbouw; container-, bulk- en autoschepen (1,5 mln. DWT)                                |

## Geschiedenis
Jianlong Steel ontstond in 2000 toen zakenman Zhang Zhixiang het falende Zunhua Steel opkocht. In 2002 nam het het eveneens falende Mingcheng Steel over en een jaar later Heilongjiang Steel. Dat jaar werd ook de mijnbouwtak Huaxia opgericht. In 2006 werd scheepsbouwer Yangfan Group overgenomen. Dit staatsbedrijf omvatte drie werven.
In 2015 werd de Shanxi Haixin Iron and Steel Group overgenomen. Deze producent was in 2014 stilgelegd vanwege de overcapaciteit in de Chinese staalproductie en hernam in 2016 de productie. In 2018 nam Jianlong een meerderheidsbelang in de Maleisische staalproducent Eastern Steel. In 2021 werd langstaalproducent Xingtai Steel overgenomen.